# ثلوله (روستا)
 ثلولة  به عربی ( الثَلُولة )، روستایی است در دهستان وراق از توابع استان اِب در کشور یمن در شبه جزیره عربستان.

## جمعیت
جمعیت آن ( ۸۰) نفر (۷ خانوار) می‌باشد.